# Melanopula crassipes
Melanopula crassipes is een hooiwagen uit de familie Sclerosomatidae.